# Zwój 2
Zwój 2 – zwój Sefer Tora zapisany pismem hebrajskim, pochodzący prawdopodobnie z lat 1155–1255 n.e. Przechowywany jest w bibliotece uniwersyteckiej w Bolonii (Zwój 2). Jest to najstarszy zachowany hebrajski tekst Tory zapisany na zwoju.

## Datowanie
Zwój 2 znajdujący się w bibliotece Uniwersytetu Bolońskiego został błędnie skatalogowany w 1889 roku jako pochodzący z XVII wieku i tak został opisany w katalogu biblioteki. W trakcie prowadzonych badań tamtejszy wykładowca hebraistyki, prof. Mauro Perani, postanowił ponownie go zbadać i stwierdził, że jest on dużo starszy i ma zapewne około 850 lat. Swoje obserwacje prof. Perani oparł na tym, że zwój nie uwzględnia standardów przepisywania świętego tekstu ustanowionych przez Majmonidesa, wybitnego żydowskiego intelektualistę, który zmarł w 1204 roku. Oznaczało to więc, że zwój musiał powstać wcześniej. Przeprowadzone przez Peraniego badania paleograficzne pozwoliły na określenie daty powstania zwoju na lata pomiędzy 1155 a 1255 n.e. Datowanie to zostało potwierdzone przez badania metodą radiowęglową 14C przeprowadzone na uniwersytetach Salento i Chicago.
Po rozwinięciu skórzany Zwój 2 ma 36 metrów długości oraz 64 centymetry wysokości. Naukowa wartość zwoju wiąże się z tym, że przetrwał ponad osiem wieków zachowując się w całości. Nieznany jest sposób w jaki zwój znalazł się z bibliotece w Bolonii.